# Elektronmusikstudion

Logo

Das Elektronmusikstudion (EMS) ist ein Tonstudio für elektronische Musik in Stockholm.

## Geschichte
Es wurde 1964 von Karl-Birger Blomdahl, dem Musikdirektor des Sveriges Radio, nach dem Vorbild des Kölner Studios für elektronische Musik gegründet. Erster Leiter wurde der norwegische Komponist Knut Wiggen. Er lud Pioniere der Elektronischen Musik wie Gottfried Michael Koenig, Iannis Xenakis und Henri Pousseur als Pädagogen nach Stockholm ein. 1969 löste sich das Studio vom Schwedischen Rundfunk und wurde unabhängig. Seit 2011 ist das Studio dem Statens musikverk angeschlossen.
Am EMS wirkten u. a. Michael Obst, Klaus Ager, Andor Losonczy, Wolfgang Mitterer, Michael Matthews, George Brunner und Sabine Vogel.